# Bhaskara I
Bhāskara (ca. 600 – ca. 680) (frequentemente chamado de Bhaskara I para evitar confusão com o matemático Bhaskara II do século XII) foi um filósofo e matemático indiano do século VII. Aparentemente foi o primeiro a escrever os números no sistema decimal de numeração indo-arábico, com um círculo para o zero, e também forneceu uma notável aproximação única para a função seno em seu comentário sobre o trabalho de Aryabhata. Este comentário, Āryabhaṭīyabhāṣya, escrito em 629 CE, é o mais antigo trabalho em prosa em sânscrito sobre matemática e astronomia de que se tem conhecimento. Também escreveu dois trabalhos astronômicos na linha da escola de Aryabhata, o Mahābhāskarīya e o Laghubhāskarīya.